# Psora californica
Psora californica är en lavart som beskrevs av Timdal. Psora californica ingår i släktet Psora och familjen Psoraceae.   Inga underarter finns listade i Catalogue of Life.